# Controverse legate de Madonna
Prima dată când artista a atras atenția a fost la premiile MTV Video Music Awards din 1984 unde a interpretat melodia „Like a Virgin”. Madonna, a fost imbrăcată într-o rochie de mireasă, și a purtat o curea cu însemnul „Boy Toy”. Aceasta a avut o coregrafie provocatoare, făcând câteva mișcări sexuale sugestive, și ridicându-și rochia, până la punctul în care i s-a văzut jartiera. Cu toate că audiența a fost șocată, după această întamplare, popularitatea Madonnei a crescut și mai mult.
În 1985, Madonna a atras din nou atenția, de această dată, fără să vrea. În luna iulie a acelui an, Playboy și Penthouse au publicat un număr de poze alb-negru nud făcute Madonnei la sfârșitul anilor ’70. Un proces a fost intentat, dar artista a pierdut. În timpul concertului de caritate Live Aid, Madonna, fiind pe scenă a zis că nu-și dă giaca jos, în ciuda căldurii, pentru că „s-ar putea să-mi facă rău peste zece ani”.
În 1989, Madonna lansează un nou album, Like a Prayer ,care primește recenzii pozitive de la critici,însă videoclipul cu același nume a provocat polemici aprinse: artista apare având o relație amoroasă cu un sfânt de culoare și sunt incendiate mai multe cruci.
Tot în 1989, Madonna încheie un contract cu Pepsi, devenind imaginea companiei. Reclama conținea imagini cu Madonna dansând, precum și imagini care reprezentau copilăria ei, pe fundal auzindu-se noua ei piesa, „Like a Prayer”. Când videoclipul piesei a fost lansat, criticile asupra acestuia s-au îndreptat și către spotul publicitar, cu toate că reclama nu avea nimic controversat. Spotul a fost retras de către companie, însa Madonna și-a păstrat cele 5 milioane de dolari, din moment ce ea și-a respecat partea de contract.
Artista a continuat să atragă atenția, de această dată în 1990, în timpul turneului Blond Ambition, când, în timpul interpretării cântecului „Like a Virgin” a stimulat masturbarea, lucru care aproape a dus la arestarea sa în timp ce era intr-un spectacol în Canada.

Madonna în turneul Confessions

Perioada 1991-1993 a fost o perioadă încărcată cu filme, clipuri și versuri sexuale în cariera Madonnei. Două videoclipuri din acei ani au atras atenția datorită conținutului sexual foarte explicit: „Justify My Love” și„ Erotica”. Videoclipul cântecului „Justify My Love” conține scene de nuditate frontală parțială, și de homosexualitate sau sadomasochism. Clipul a fost interzis pe mai multe canale de televiziune, inclusiv MTV. Videoclipul pentru „Erotica” a iscat și el multe controverse, fiind difuzat de MTV numai de trei ori, după ora 12 noaptea. Clipul are două variante: cea standard, difuzată în Statele Unite și a doua (lansată numai în Europa și Australia) care conține mai multă nuditate, inclusiv imagini cu artistă dezgolindu-și sânii. Alt clip din această perioadă care a atras atenția a fost cel pentru „Bad Girl”, datorită scenei în care Madonna era găsită ștrangulată. Artista s-a „cumințit” în cele din urmă, însă în 2001–2002, cântăreața a folosit imagini violente în clipurile „What It Feels Like for a Girl” și „Die Another Day”.

Sărutul cu Aguilera

În 2003, clipul „American Life” a atras atenția datorită puternicului mesaj anti-războiului din Irak. Tot în 2003, la sărbătorirea a 20 de ani de premii MTV, artista a interpretat live un medley între cântecele „Hollywood” și „Like a Virgin”, alături de Christina Aguilera și Britney Spears, la mijlocul melodiei sărutându-le pe gură pe cele două artiste.
După ce dăduse semne că se liniștise, în 2006 Madonna a agitat din nou spiritele, de această dată întorcându-se la controversele religioase; în turneului mondial Confessions, în timpul interpretării melodiei „Live to Tell” Madonna a fost „crucificată” pe o cruce gigantică. Biserica ortodoxă și cea catolică au condamnat-o pentru blasfemie, și au cerut ca spectacolele ei sa fie anulate în țări precum Italia sau Rusia.